# Осада Свеаборга
Осада Свеаборга — осада русскими войсками, продолжавшаяся с 2 (14) марта по 21 апреля (3 мая) 1808 года во время русско-шведской войны 1808—1809 годов.

## Ход осады
В начале русско-шведской войны 1808—1809 годов, между тем, как корпус генерала Тучкова действовал в Северной Финляндии, стараясь отрезать шведскому главнокомандующему графу Клингспору отступление к Вазе и Улеаборгу, корпус графа Каменского, усиленный разными отрядами и гарнизонами, с 2 марта стоял в Гельсингфорсе, наблюдая за крепостью Свеаборг. Там командовал адмирал граф Кронстедт, гарнизон крепости составлял 7500 человек.
Кронстедт деятельно занимался приведением крепости в надлежащее оборонительное положение: исправлял укрепления, устраивал сообщение между островами, прорубал вокруг них лёд, проводя обводный канал, и готовился к упорной защите.
Однако в крепости было недостаточное количество пороха и жизненных припасов; гарнизон состоял большей частью из рекрутов и не имел половины комплекта офицеров; сам комендант не верил в успех шведского оружия.
2 (14) марта прибыл в Гельсингфорс главнокомандующий русской армией в Финляндии генерал от инфантерии граф Буксгевден. После первоначального осмотра Свеаборга он приказал в удобных местах построить артиллерийские батареи для обстрела крепости бомбами и брандскугелями, имея в виду сжечь флотилию, стоявшую в бассейнах между Варго и Остер-Стор-Сварто, истребить деревянные казармы матросов и другие строения на Сварто, ветряные мельницы и угрожать сообщениям между верками.
За неимением земли и дёрна, на покрытых снегом скалах и на льду моря, надлежало, для устройства батарей, ограничиться фашинами и насыпными турами. Кроме этих затруднений, недостаток артиллерии, подвозимой из Санкт-Петербурга по глубокому снегу весьма медленно, снарядов, инструментов и солдат, нельзя было думать о правильной осаде и надлежало ограничиться бомбардировкой. Батареи были расположены впереди Гельсингфорса, на мысах Удден и Ульрикесберг; сверх того, под начальством полковника Аргуна, учреждена была подвижная батарея из двух батарейных рот, долженствовавшая каждую ночь приближаться к крепости. Количество действовавшей против Свеаборга артиллерии простиралось до 46 орудий; в том числе было 16 мортир.
20 марта русские открыли пальбу. Из крепости отвечали весьма живо, не щадя пороха, которого в короткое время было истрачено более трети всех запасов; 48 и 60 фунтовые ядра ложились в Гельсингфорсе, повреждая в нём дома. Желая спасти город от разрушения, русские предложили графу Кронстедту не стрелять по городу, обещая закладывать свои батареи в стороне. Предложение шведами было принято и Гельсингфорс сделался как будто нейтральным городом, где расположились безопасно русские парки, госпитали и магазины.
25 марта комендант имел встречу с генералом Сухтеленом, старшим после графа Буксгевдена начальником русских войск под Свеаборгом, и изъявил желание заключить перемирие на два месяца, но получил отказ.
Русские снаряды несколько раз вызывали пожары в крепости, однако возгорания были незначительны и их быстро гасили. Урон в гарнизоне было только 6 убитых и 32 раненых.
Со стороны осаждавших главные силы стояли вдоль берегов; пешие и конные посты окружали крепость и беспрерывно их тревожили, в чём особенно отличились лейб-казаки. Малые отряды их, пробравшись ночью между утёсами, выходили на лёд и внезапно появлялись под крепостью, обращая на себя весь огонь её и заставляя гарнизон становиться под ружьё. Когда открывалась пальба, казаки прятались за утёсы, а шведы, не видя в темноте куда посылать выстрелы, действовали наудачу, без всякого для русских вреда. Шведами была сделана только одна незначительная вылазка, стоившая русским одного убитого.
В продолжение бомбардировки несколько раз возобновлялись переговоры между Сухтеленом и Кронстедтом, причём русские имели случаи удостовериться, что решимость некоторых лиц в крепости не соответствовала силе оборонявшихся и что можно заставить капитулировать гарнизон и без интенсивных военных действий, чем Буксгевден и не замедлил воспользоваться.

## Капитуляция шведского гарнизона

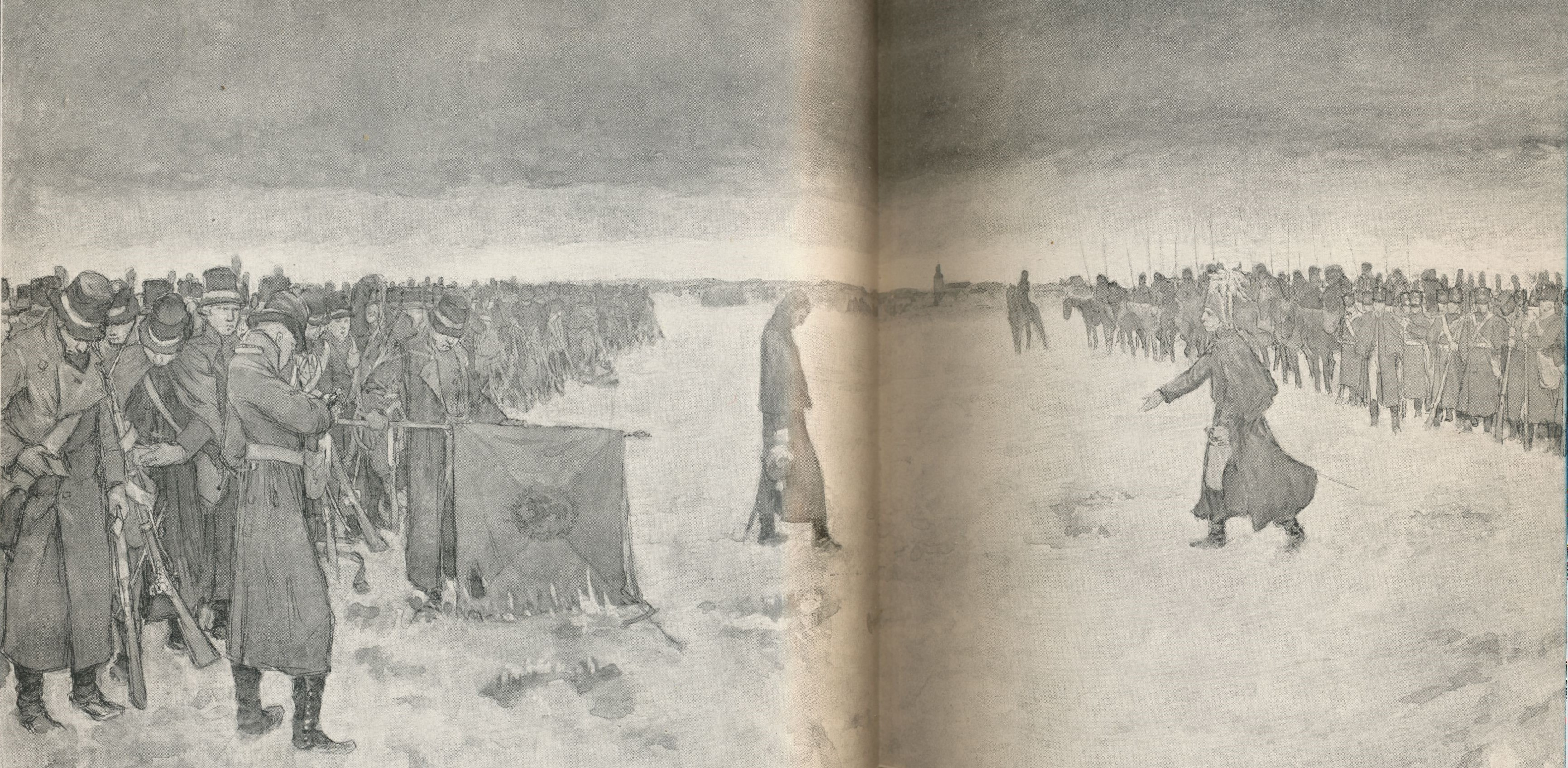
Капитуляция шведов в Свеаборге

Увеличивая опасения и упадок духа в гарнизоне сообщением известий об успехах русских войск и приготовлением на льду туров, фашин, лестниц и других потребностей к приступу, русские не запрещали пропускать через свои аванпосты многочисленных выходцев из Свеаборга, в том числе и семейства коменданта и офицеров, снабжали деньгами и распускали по домам перебежчиков. Как отмечал А. И. Михайловский-Данилевский «сила золотого пороха ослабила пружину военную».
После 12-дневной бомбардировки, заключено было 1 апреля перемирие до 4 мая, с условиями: сдать крепость, если к тому времени не получит она помощи от своих; тотчас же уступить остров Лангерн; в залог соблюдения условий, допустить российские войска, до окончания перемирия, занять острова Вестер-Сварто, Остер-Лилла-Сварто и маленький остров, лежащий между ними, со всей на них артиллерией; в случае прибытия подкрепления прежде условленного срока русские возвращают эти три последние острова, но удерживают за собой Лангерн; если же подкрепление, не придёт к 4 мая, то Свеаборг будет сдан с артиллериею, снарядами, магазинами и флотскими запасами. Шведские офицеры возвратятся на родину, с обязательством не служить против России в текущую войну, а нижние чины отправятся в Выборг; финские войска будут распущены; флотилия вернётся в Швецию, но только в том случае, если Англия отдаст взятый ей у Дании флот.
После утверждения этой конвенции, русские войска 5 апреля заняли уступленные им острова и начали сооружать на них батареи, из-за чего остальные укрепления Свеаборга перешли из осадного положения в строгую блокаду.
Время до 3 мая прошло спокойно; со стороны шведов не последовало ни одной попытки к освобождению Свеаборга, хотя их войска одержали победы на Россией при Сикайоки и Револаксе и очистили от русских Саволакскую область и остров Готланд.
4 мая и в следующие два дня, русские постепенно заняли все острова Свеаборгской крепости. В 11:30 8 мая 121 пушечный выстрел возвестил о поднятии русского флага на Свеаборгской крепости.
С покорением Свеаборга русские захватили: 7500 человек пленных, в том числе 1 вице-адмирала и 188 офицеров, 2033 орудия (в том числе — 50 мортир, 12 гаубиц, 21 карронада, 9 картечниц, 208 фальконетов); 9500 зарядов, 340 000 ядер, бомб и гранат, 8680 ружей, 11 знамён и много прочего военного имущества.
Русскими была захвачена большая часть финской эскадры шведского шхерного флота, по разным оценкам от 110 до 170 различных военных судов: 2 гребных фрегата (по шведским данным 9 фрегатов, в том числе 2 гемамы и 7 турум), 6 шебек (по 24 орудия), 1 бриг (14 орудий), 6 военных яхт, 25 канонерских лодок, 51 канонерский йол, 51 баркас и шлюп и 19 транспортных судов.
По предписанию короля Швеции было положено считать Кронстедта и всех сдавшихся офицеров гарнизона Свеаборга уволенными в отставку с 4 мая, также они были преданы суду. Впоследствии Кронстедт принял российское подданство и был записан в дворяне Великого княжества Финляндского.